# 히가시촌 (히로시마현 누마쿠마군)
히가시촌(일본어: 東村)은 일본 히로시마현 누마쿠마군에 있던 촌이다. 현재의 후쿠야마시의 일부에 해당한다.